# تجمع الديرة

تعديل مصدري - تعديل

```
هي إحدى قرى 
عزلة السحاري
 بمديرية 
مجزر
 التابعة 
لمحافظة مأرب
، بلغ تعداد سكانها 33 نسمة حسب 
تعداد اليمن لعام 2004
.
[
1
]
[
2
]
```